# Persoonia terminalis
Persoonia terminalis är en tvåhjärtbladig växtart. Persoonia terminalis ingår i släktet Persoonia och familjen proteaväxter.

## Underarter
Arten delas in i följande underarter:
- P. t. recurva
- P. t. terminalis

## Bilder

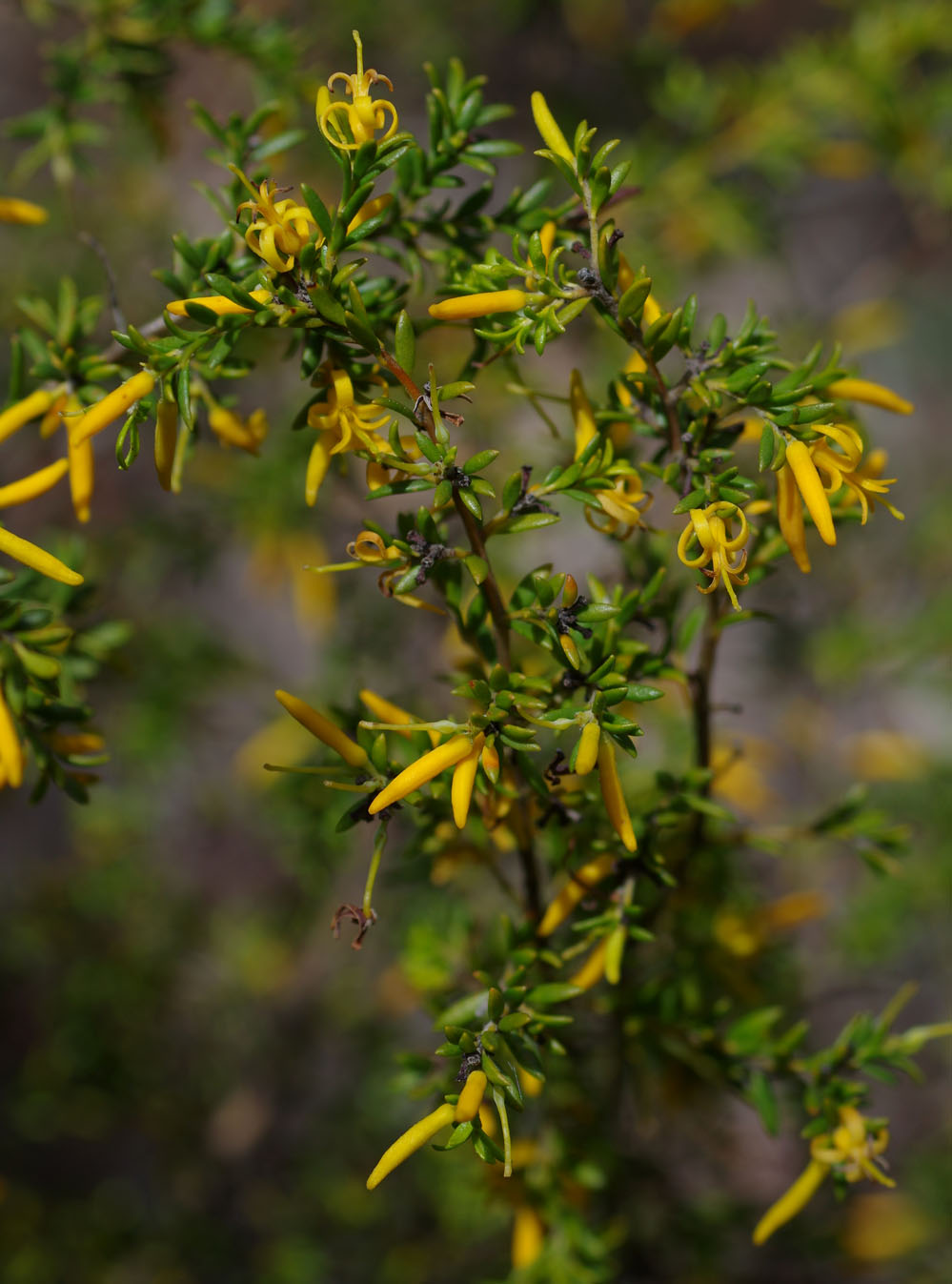
P. t. ssp. recurva.